# Whitesnake (album)
Pour les articles homonymes, voir White Snake (homonymie).
Albums de Whitesnake
Slide It In
(1984) Slip of the Tongue
(1989)
Whitesnake (également intitulé Serpens Albus au Japon et 1987 au Royaume-Uni et en Europe) est le huitième album studio du groupe de rock britannique Whitesnake. Il est paru le 7 avril 1987 sur le label EMI au Royaume-Uni et Geffen pour l'Amérique du Nord et a été produit par Mike Stone et Keith Olsen. L'album atteint la seconde place au Billboard 200 et se vend à plus de 8 millions d'exemplaires rien qu'aux États-Unis.

## Historique
Après l'enregistrement de l'album, le chanteur David Coverdale renvoie les membres du groupe qui ont joué sur les enregistrements, le guitariste John Sykes rejoint le groupe Blue Murder et le bassiste Neil Murray rejoint Black Sabbath. Adrian Vandenberg qui a joué le solo sur Here I Go Again rejoint le groupe à temps plein. Les vidéos de Still of the Night, Here I Go Again, Is This Love et Give Me All Your Love sont tournées avec les membres de la tournée, Vivian Campbell, Adrian Vandenberg, Rudy Sarzo et Tommy Aldridge bien qu'ils n'aient jamais pris part aux enregistrements, à l'exception de Vandenberg.
Here I Go Again et Crying In the Rain apparaissent sur l'album Saints & Sinners paru en 1982, ces deux titres ont été réenregistrés pour cet album. Une version alternative de Here I Go Again de l'enregistrement de cet album ne figurait pas sur l'album, mais plus tard, elle a été incluse comme titre bonus sur l'album Greatest Hits.
La future femme de David Coverdale, Tawny Kitaen apparait sur les clips de cet album. Une réédition remasterisée de l'album contenant un DVD avec les clips et concerts a été publiée pour les 20 ans de l'album.

## Liste des titres
Tous les titres ont été écrits par David Coverdale et John Sykes, sauf indications.

### Version Lp vinyle
| 1. | Crying in the Rain '87 (Coverdale)       | 5:35 |
| 2. | Bad Boys                                 | 4:07 |
| 3. | Still of the Night                       | 6:38 |
| 4. | Here I Go Again '87 (Coverdale, Marsden) | 4:36 |

| 1. | Give Me All Your Love   | 3:30 |
| 2. | Is This Love            | 4:40 |
| 3. | Children of the Night   | 4:21 |
| 4. | Straight From the Heart | 3:37 |
| 5. | Don't Turn Away         | 5:07 |

### Version européenne en compact disc (1987)
| No  | Titre                             | Durée |
| --- | --------------------------------- | ----- |
| 1.  | Still of the Night                | 6:36  |
| 2.  | Bad Boys                          | 4:06  |
| 3.  | Give Me All Your Love             | 3:31  |
| 4.  | Looking for Love                  | 6:33  |
| 5.  | Crying in the Rain                | 5:37  |
| 6.  | Is This Love                      | 4:43  |
| 7.  | Straight for the Heart            | 3:39  |
| 8.  | Don't Turn Away                   | 5:10  |
| 9.  | Children of the Night             | 4:24  |
| 10. | Here I Go Again 87                | 4:34  |
| 11. | You're Gonna Break My Heart Again | 4:11  |

## Composition du groupe
- David Coverdale – chants
- John Sykes – guitare, chœurs
- Neil Murray – basse
- Aynsley Dunbar – batterie

### Musiciens additionnels
- Dann Huff – guitare sur Here I Go Again 87 (Radio Edit)
- Denny Carmassi – batterie sur Here I Go Again 87 (Radio Edit)
- Adrian Vandenberg – solo de guitare sur Here I Go Again
- Bill Cuomo – claviers
- Don Airey – claviers

## Charts et certifications

### Album
Charts album
| Pays                                 | Durée du classement | Meilleur classement | Date             | réf.   |
| ------------------------------------ | ------------------- | ------------------- | ---------------- | ------ |
| Allemagne (GfK Entertainment)        | 49 semaines         | 13e                 | 13 avril 1987    | [ 2 ]  |
| Autriche (Ö3 Austria Top 40)         | 6 semaines          | 25e                 | 15 mai 2024      | [ 3 ]  |
| Canada (RPM)                         | 56 semaines         | 5e                  | 12 décembre 1987 | [ 4 ]  |
| États-Unis (Billboard 200)           | 76 semaines         | 2e                  | 13 juin 1987     | [ 5 ]  |
| Norvège (VG-lista)                   | 8 semaines          | 10e                 | 6 avril 1987     | [ 6 ]  |
| Nouvelle-Zélande (RMNZ Albums Top40) | 31 semaines         | 2e                  | 25 août 1988     | [ 7 ]  |
| Pays-Bas (MegaCharts)                | 24 semaines         | 27e                 | 28 novembre 1987 | [ 8 ]  |
| Royaume-Uni (UK Albums Chart)        | 57 semaines         | 8e                  | 5 avril 1987     | [ 9 ]  |
| Suède (Sverigetopplistan)            | 9 semaines          | 8e                  | 8 avril 1987     | [ 10 ] |
| Suisse (Schweizer Hitparade)         | 10 semaines         | 10e                 | 26 avril 1987    | [ 11 ] |

| Pays                                  | Durée du classement | Meilleur classement | Date             | réf.   |
| ------------------------------------- | ------------------- | ------------------- | ---------------- | ------ |
| Royaume-Uni (UK Rock and Metal Chart) | 6 semaines          | 3e                  | 9 novembre 2017  | [ 12 ] |
| Écosse (Scottish Album Chart)         | 2 semaines          | 34e                 | 3 novembre 2017  | [ 13 ] |
| Espagne (Promusicae)                  | 1 semaine           | 81e                 | 12 novembre 2017 | [ 14 ] |
| Portugal (AFP)                        | 5 semaines          | 36e                 | 20 mai 2019      | [ 15 ] |

Certifications
| Pays             | Certification | Ventes      | Date            | Réf.   |
| ---------------- | ------------- | ----------- | --------------- | ------ |
| Allemagne        | Or            | 250 000 +   | 1989            | [ 16 ] |
| Canada           | 5 × Platine   | 500 000 +   | 26 février 1988 | [ 17 ] |
| États-Unis       | 8 × Platine   | 8 000 000 + | 10 février 1995 | [ 18 ] |
| Nouvelle-Zélande | Platine       | 15 000 +    | 14 août 1988    | [ 19 ] |
| Royaume-Uni      | Platine       | 300 000 +   | 13 janvier 1988 | [ 20 ] |
| Suisse           | Or            | 25 000 +    | 1989            | [ 21 ] |

### Singles
| Titre                  | Détails                                                                                             | Classements des ventes | Classements des ventes | Classements des ventes | Classements des ventes | Classements des ventes | Classements des ventes | Classements des ventes | Classements des ventes | Classements des ventes | Certification |
| Titre                  | Détails                                                                                             | UK                     | ALL .                  | (V) BEL                | CAN                    | IRL                    | N-Z                    | P-B                    | USA Hot 100            | USA Main,              | Certification |
| ---------------------- | --------------------------------------------------------------------------------------------------- | ---------------------- | ---------------------- | ---------------------- | ---------------------- | ---------------------- | ---------------------- | ---------------------- | ---------------------- | ---------------------- | ------------- |
| Still of the Night     | - Sortie : 16 mars 1987 - Face B : Here I Go Again (1987) - Format : Vinyle 7", 12"                 | 16                     | —                      | —                      | —                      | 23                     | —                      | —                      | 79                     | 18                     | —             |
| Is This Love           | - Sortie : 26 mai 1987 - Face B : Standing In The Shadows (1987) - Format : Vinyle 7", 12", CD      | 9                      | —                      | —                      | 11                     | 21                     | —                      | 31                     | 2                      | 13                     | : Argent ·    |
| Here I Go Again (Edit) | - Sortie : 3 octobre 1987 - Face B : Slide It In (US Mix) - Format : Vinyle 7", 10", 12"            | 9                      | 29                     | 17                     | 1                      | 7                      | 34                     | 6                      | 1                      | 4                      | : Platine ·   |
| Give Me All Your Love  | - Sortie : janvier 1987 - Face B : Fool for Your Loving - Format : Vinyle 7", 12", CD, Picture-disc | 18                     | —                      | —                      | —                      | 10                     | 49                     | —                      | 48                     | 22                     | —             |